# Seegefechte im Greifswalder Bodden (1712)
1. Phase: Schwedische Dominanz (1700–1709)
Dänischer Kriegsschauplatz (1700)
Humlebæk • Tönning I 
Livländ./ Estnischer Kriegsschauplatz (1700–1708)
Riga I • Jungfernhof • Varja • Pühhajoggi • Narva • Petschora • Düna • Rauge • Erastfer • Hummelshof • Embach • Tartu • Narva II • Wesenberg I • Wesenberg II
Ingermanländ./ Finnischer Kriegsschauplatz (ab 1701)
Archangelsk • Ladogasee • Nöteborg • Nyenschanz • Newa • Systerbäck • Petersburg • Wyborg I • Porvoo • Newa II • Koporje II • Kolkanpää
Litauisch-weißrussischer Kriegsschauplatz (1702–1706)
Vilnius • Saladen • Jakobstadt • Gemauerthof • Mitau • Grodno I • Olkieniki • Njaswisch • Klezk • Ljachawitschy
Polnischer Kriegsschauplatz (1702–1706)
Klissow • Pułtusk • Thorn • Lemberg • Warschau • Posen • Punitz • Tillendorf • Rakowitz • Praga • Fraustadt • Kalisch 
Russischer Kriegsschauplatz (1708–1709)
Grodno II • Golowtschin • Moljatitschi • Rajowka • Lesnaja • Desna • Baturyn • Koniecpol • Weprik • Opischnja • Krasnokutsk • Sokolki • Poltawa I • Poltawa II
2. Phase: Schweden in der Defensive (1710–1721)
Baltischer und Finnischer Kriegsschauplatz (bis 1714)
Riga II • Wyborg II • Pernau • Kexholm • Reval • Hogland • Pälkäne • Storkyro • Nyslott • Hanko 
Schwed./Norwegischer Kriegsschauplatz (1710–1721)
Helsingborg • Køge-Bucht • Bottnischer Meerbusen • Frederikshald I • Dynekilen-Fjord • Göteborg I • Strömstad • Trondheim • Frederikshald II • Marstrand • Ösel • Göteborg II • Södra Stäket • Grönham • Sundsvall
Norddeutscher Kriegsschauplatz (1711–1716)
Elbing • Wismar I • Lübow • Stralsund I • Greifswalder Bodden I • Stade • Rügen • Gadebusch • Altona • Tönning II • Stettin • Fehmarn • Wismar II • Stralsund II • Jasmund • Peenemünde • Greifswalder Bodden II • Stresow 
Die Seegefechte im Greifswalder Bodden ereigneten sich von Ende Juli 1712 bis zum 17. August 1712 zwischen einer dänischen Flottille unter Kommando von Christian Thomesen Sehested und einer schwedischen Flottille unter Michael Henck im Großen Nordischen Krieg. In diesen Gefechten gingen die dänischen Kräfte siegreich hervor und eroberten das Gewässer südlich von Rügen.

## Vorgeschichte
Dänemark entsandte im Juli 1712 eine Flottille aus flachwassergängigen Schiffen und Booten in das Westtief (auch Westertief, Neues Tief) im Greifswalder Bodden, eine flache Bucht südöstlich von Rügen, durch die der östliche Schiffsweg nach Stralsund führt. Die schwedischen Kräfte in diesem Teil der Ostsee waren den dänischen unterlegen.
Schwedische Schiffe samt Schiffsbewaffnung:
- Stralsund 30
- Anklam 30
- St. Thomas 30
- St. Johannes 30
- Witduve 22
- Jomfru 14
- Sjökane I. 8
- Sjökane II. 8
- eine Prahm 6
- eine Galeere 6
- ein Bombenschiff
- ein Kraier (auch Kreiert, Krejert)

Ziel der dänischen Flottenoperation war die Unterstützung der russischen und sächsischen Belagerung von Stralsund.
Dänische Schiffe samt Schiffsbewaffnung:
- Ditmarsken 46 (Eindeckiges Linienschiff)
- Kongens Jagt Krone 24 (Fregatte)
- Svenske Sophia 20 (Fregatte)
- Christianse 26 (Frachtschiff)
- Gravenstein 14 (Schnau)
- Snarensvend 12 (Schnau)
- Phoenix 12  (Schnau)
- Flyvende Abe 12 (Schnau)
- Raev 8 (Schnau)
- Ark Noa 16
- Helleflynder 14 (Prahm)
- Ebenetzer 15 (Prahm)
- Hecla 10
- Ulv 2
- 5 Barken
- 3 Brander

Sehesteds Flottille segelte unter Schutz der dänischen Hochseeflotte von Kopenhagen nach Rügen und erreichte den Eingang am Neuen Tief am 28. Juli 1712. Das West- bzw. Neue Tief war eine heute versandete Untiefenrinne zwischen dem Thiessower Haken an der südöstlichen Spitze Rügens und der Greifswalder Boddenrandschwelle, dem untermeerischen Rest eines Endmoränenrückens mit den Inseln Ruden und Greifswalder Oie. Die Rinne bildet die nordöstliche Zufahrt in den Greifswalder Bodden, der wiederum von Osten den Zugang zum Strelasund bietet. Die ebenfalls manchmal als Neues Tief bezeichnete heutige Zufahrt des Landtiefs entstand erst später.

## Verlauf
Hier trafen die dänischen Schiffe auf mehrere schwedische Schiffe. Kommodore Henck erreichte erst ein paar Tage zuvor aus Karlskrona mit drei Fregatten, zwei weiteren Booten und elf Transportern Rügen und unternahm mit Unterstützung weiterer lokaler Seefahrzeuge Maßnahmen zur Sicherung des Eingangs am Neuen Tief. Henck stellte seine Schiffe so auf, dass die größeren dänischen Schiffe ihren Größenvorteil nicht nutzen konnten. Zusätzlich unterstützte eine schwedische Batteriestellung von Rügen aus die schwedische Flottille. Trotzdem ging eines der Schiffe verloren und brachte so die aufgestellte Linie durcheinander. Sehested nutzte die Gelegenheit und sandte die Ditmarsken und drei Prahmen am Morgen des 31. Juli zur Attacke.
Sie eröffneten um 8:30 Uhr das Feuer. Die anderen dänischen Schiffe konnten allerdings nicht folgen. In der Folge hielten die vier dänischen Schiffe zwar bis zum Abend das Feuer auf die Schweden aufrecht, erreichten aber nur wenig. Die Schweden verloren im Gefecht 98 Tote und Verwundete, die Dänen hatten 23 Tote und Verwundete verloren. Am nächsten Nachmittag griffen sechs kleinere schwedische Schiffe die Ebenetzer (15 Kanonen) an. Als dänische Verstärkung am Ort eintraf, zogen sich die Schweden aber wieder zurück. In der Nacht vom 2. zum 3. August versenkte der schwedische Kommandant Henck den Kraier in der Durchfahrt. Damit wurde die Einfahrt in den nördlichen Teil des Greifswalder Boddens Schiffe mit größerem Tiefgang unmöglich.
Jedenfalls sandte der dänische Kommandant Sehested alle kleineren dänischen Schiffe durch den südlichen Teil des Kanals zwischen dem Ruden und Usedom. Am 5. August musste sich die schwedische Flottille unter Henck nach Palmer Ort an der Südspitze von Rügen zurückziehen. Am nächsten Tag konnte Sehested, nachdem es gelungen war, den Kraier zu heben, nun auch die größeren Schiffe in den Greifswalder Bodden führen. Am 17. August kam es zu einem erneuten Gefecht. Die schwedische Flottille unter Henck verlor dabei 70 Mann Tote und Verwundete und musste sich daraufhin nach Stralsund zurückziehen und hinterließ den Dänen den Besitz des Greifswalder Boddens.

## Folgen
Die Dänen kontrollierten nun die Zufahrt zum Hafen von Stralsund. Schweden stellte gerade einen Nachschubkonvoi für das belagerte Stralsund in Südschweden zusammen und wurde dadurch gezwungen, die Entsatzarmee auf Rügen anzulanden. Dort war die Versorgungsflotte aber der dänischen Kriegsflotte leichter ausgeliefert.
Das Szenario trat dann in der Seeschlacht vor Rügen (1712) ein, in dem ein Großteil der schwedischen Flotte von dänischen Kriegsschiffen versenkt wurde. Gleichzeitig konnten die Alliierten ihrerseits nun Landungsoperationen auf Rügen unternehmen. Dieser Plan scheiterte aber im August, da eine schwedische Kriegsflotte unter Hans Wachtmeister vor Rügen erschien.